# Prunus subg. Amygdalus
Prunus subg. Amygdalus es un subgénero del género Prunus de la familia Rosaceae. Entre las especies que lo componen, figura el almendro, el árbol cuyo fruto es la almendra.
Amygdalus,  comprende al melocotonero y el almendro, con floración a comienzos de primavera, caracterizado por presentar brotes axilares en grupos de tres, drupas marcadas por una depresión a uno de los lados, y vainas de las semillas surcadas profundamente.

## Especies seleccionadas
- Prunus bucharica (Korsh.) Hand.-Mazz.
- Prunus davidiana (Carrière) Franch.
- Prunus dulcis D.A.Webb
- Prunus fenzliana Fritsh
- Prunus havardii (W.Wight) S.C.Mason
- Prunus kansuensis Rehder
- Prunus minutiflora Engelm.
- Prunus mira Koehne
- Prunus pedunculata (Pall.) Maxim.
- Prunus persica (L.) Batsch
- Prunus × persicoides (Ser.) M.Vilm. & Bois
- Prunus spinosissima (Bunge) Franch.
- Prunus tangutica (Batalin) Koehne
- Prunus tenella Batsch
- Prunus texana D.Dietr.
- Prunus triloba Lindl.